# Guillem Garcia Gasulla
Guillem Garcia Gasulla (Lleida, 16 de novembre de 1947) és un metge i polític català establert a Menorca, diputat al Congrés dels Diputats en la X Legislatura.

## Biografia
Llicenciat en Medicina i Cirurgia, especialista en Medicina Interna i Oncologia Mèdica. El 1977 es va establir a Menorca i treballà com a especialista en medicina interna a l'Hospital Verge del Toro. Més tard, va treballar molts anys com a Cap de Medicina Interna a l'Hospital Comarcal de Móra d'Ebre. Actualment, és el responsable de l'àrea d'oncologia de l'Hospital General Mateu Orfila.
Es va afiliar al PSIB-PSOE en la dècada del 2000, i fou elegit diputat a les eleccions generals espanyoles de 2011. Ha estat secretari Segon de la Comissió de Sanitat i Serveis Socials.
En el Congrés dels Diputats ha protagonitzat algunes polèmiques per saltar-se la disciplina del seu partit. Quan es va votar la llei d'abdicació del rei Joan Carles I d'Espanya en juny de 2014 va optar per no participar en la votació del Congrés per no haver d'emetre un vot a favor amb el qual no estava d'acord, de la mateixa manera que la diputada gallega Paloma Rodríguez Vázquez mentre que Odón Elorza González es va abstenir. A tots tres se'ls va obrir expedient, però els fou tancat en gener de 2015 coincidint en el canvi en la secretaria general del PSOE, ara en mans de Pedro Sánchez.
El 19 de febrer de 2015 es va tornar a saltar la disciplina de vot en votar en contra la proposició de llei en la qual es van plasmar les mesures penals acordades per PP i PSOE per reforçar la lluita contra el terrorisme gihadista, manifestant la seva negativa a votar mesures que amenacen de violar drets i llibertats fonamentals dels individus. La direcció del PSOE decidí multar-lo amb 600 euros per aquest fet.